# Тильоле
Тильо̀ле (на италиански: Tigliole; на пиемонтски: Tijoli, Тийоли) е село и община в Северна Италия, провинция Асти, регион Пиемонт. Разположено е на 239 m надморска височина. Населението на общината е 1714 души (към 2010 г.).